# Chassey-lès-Montbozon
Chassey-lès-Montbozon ist eine Gemeinde im französischen Département Haute-Saône in der Region Bourgogne-Franche-Comté.

## Geographie
Chassey-lès-Montbozon liegt auf einer Höhe von 260 m über dem Meeresspiegel, etwa 18 km südöstlich der Stadt Vesoul (Luftlinie). Das Dorf erstreckt sich am nördlichen Rand der Talebene des Ognon, am Rand der waldigen Höhen des Bois de Chassey.
Die Fläche des 15,60 km² großen Gemeindegebiets umfasst einen Abschnitt des mittleren Ognon-Tals. Die südliche Grenze verläuft stets entlang dem Ognon, der hier mit verschiedenen Bögen durch eine ungefähr einen Kilometer breite Niederung nach Westen fließt. Vom Flusslauf erstreckt sich das Gemeindeareal nordwärts über die Alluvialebene, die durchschnittlich auf 255 m liegt und überwiegend landwirtschaftlich genutzt wird. Weiter im Norden folgt eine gewellte Landschaft, die durch die Talniederungen des Ruisseau de Chassey und seiner Quellbäche untergliedert wird. Fast der gesamte Nordteil des Gemeindeareals ist bewaldet und umfasst die Kuppe des Mont Jésus (350 m) sowie die Höhen des Bois de Moustier und des Bois de Chassey. Diese Anhöhen bestehen aus Kalkschichten der oberen Jurazeit. Ganz im Norden wird auf dem Montaigu mit 408 m die höchste Erhebung von Chassey-lès-Montbozon erreicht.
Zu Chassey-lès-Montbozon gehören zwei Weilersiedlungen und verschiedene Einzelhöfe:
- La Forge-de-Bonnal (254 m) in der Talebene des Ognon
- La Maison-du-Vau (345 m) auf einer Hochfläche zwischen den Waldungen Bois de Chassey und Bois du Petit Pas

Nachbargemeinden von Chassey-lès-Montbozon sind Vallerois-le-Bois im Norden, Esprels und Pont-sur-l’Ognon im Osten, Bonnal und Tressandans im Süden sowie Thieffrans und Dampierre-sur-Linotte im Westen.

## Geschichte
Das Gemeindegebiet von Chassey-lès-Montbozon war schon sehr früh besiedelt. Die ersten Zeugnisse der Anwesenheit des Menschen stammen aus dem Neolithikum. Aus gallorömischer Zeit sind verschiedene Funde und Mauerfundamente erhalten. Von archäologischer Bedeutung sind die Überreste einer frühchristlichen Kirche aus der Merowingerzeit.
Erstmals urkundlich erwähnt wird Chassey im Jahr 1183 unter dem Namen Chace; von 1406 ist die Bezeichnung Chacey überliefert. Der Ortsname geht auf den lateinischen Personennamen Cassius zurück und bedeutet so viel wie Landgut des Cassius. Im Mittelalter bildete Chassey eine eigene Herrschaft. Zusammen mit der Franche-Comté gelangte das Dorf mit dem Frieden von Nimwegen 1678 definitiv an Frankreich. Seit dem 17. Jahrhundert bestanden in La Forge in Hochofen und mehrere Schmiedewerke. Der Hochofen wurde jedoch um 1840 stillgelegt und die Schmieden rund 20 Jahre später aufgegeben, worauf die Siedlung teilweise zerfiel.
Per Dekret wurde die vorher selbständige Gemeinde La Maison-du-Vau am 31. März 1806 nach Chassey eingemeindet. Hier bestand früher eine Grangie des Templerordens. Seit 2000 ist Chassey-lès-Montbozon Mitglied des 21 Ortschaften umfassenden Gemeindeverbandes Communauté de communes du Pays de Montbozon.

## Sehenswürdigkeiten
Die Kirche Saint-Gengoul wurde von 1750 bis 1759 errichtet und besitzt eine Glocke von 1767, die als Monument historique eingestuft ist. Aus dem 18. Jahrhundert stammt das Château. Nahebei steht ein Calvaire, der im 17. Jahrhundert errichtet wurde. Zu den weiteren Sehenswürdigkeiten zählen zwei Brunnen: die Fontaine du Haut (1896), die als Waschhaus und Viehtränke diente, sowie die Fontaine du Bas von 1802, die später überdacht wurde.

## Bevölkerung
| Jahr                       | 1962 | 1968 | 1975 | 1982 | 1990 | 1999 |
| Einwohner                  | 244  | 218  | 236  | 211  | 217  | 201  |
| Quellen: Cassini und INSEE |      |      |      |      |      |      |

Mit 230 Einwohnern (1. Januar 2022) gehört Chassey-lès-Montbozon zu den kleinen Gemeinden des Département Haute-Saône. Nachdem die Einwohnerzahl in der ersten Hälfte des 20. Jahrhunderts deutlich abgenommen hatte (1881 wurden noch 485 Personen gezählt), wurden seit Mitte der 1960er Jahre nur noch geringe Schwankungen verzeichnet.

## Wirtschaft und Infrastruktur
Chassey-lès-Montbozon war bis weit ins 20. Jahrhundert hinein ein vorwiegend durch die Landwirtschaft (Ackerbau, Obstbau und Viehzucht) und die Forstwirtschaft geprägtes Dorf. Daneben gibt es heute verschiedene Betriebe des Klein- und Mittelgewerbes, vor allem in den Bereichen Feinmechanik und Herstellung von landwirtschaftlichen Maschinen. Mittlerweile hat sich das Dorf auch zu einer Wohngemeinde gewandelt. Viele Erwerbstätige sind Wegpendler, die in den größeren Ortschaften der Umgebung ihrer Arbeit nachgehen. Von den ehemaligen Sandgruben im Tal des Ognon zeugen mehrere Baggerseen, die heute zu einem Freizeitpark (Wassersport, Sandstrände) gehören.
Die Ortschaft liegt abseits der größeren Durchgangsachsen an einer Departementsstraße, die von Montbozon nach Esprels führt. Eine weitere Straßenverbindung besteht mit Bonnal.